# Microdus longirostris
Microdus longirostris là một loài Rêu trong họ Dicranaceae. Loài này được (Schwägr.) Schimp. mô tả khoa học đầu tiên năm 1872.